# Грумс (община)
Община Грумс (на шведски: Grums kommun) е разположена в лен Вермланд, западна централна Швеция с обща площ 482 km2 и население 8925 души (към 31 декември 2013). Административен център на община Грумс е едноименния град Грумс.